# Hombourg-Haut
Hombourg-Haut – miejscowość i gmina we Francji, w regionie Grand Est, w departamencie Mozela.
Według danych na rok 1990 gminę zamieszkiwało 9 580 osób, a gęstość zaludnienia wynosiła 782 osoby/km² (wśród 2335 gmin Lotaryngii Hombourg-Haut plasuje się na 33. miejscu pod względem liczby ludności, natomiast pod względem powierzchni na miejscu 465.).